# Ludovica Francesconi
Ludovica Francesconi (Sora, 27 luglio 1999) è un'attrice italiana.

## Biografia
Ludovica Francesconi è nata il 27 luglio 1999 a Sora (FR), fin da piccola ha coltivato la passione per la recitazione, ed è la sorella maggiore di Ginevra, anche lei attrice.
Ludovica Francesconi si è avvicinata alla recitazione e al teatro già da piccola. Dopo un corso specifico si dedica a diversi stage di formazione, praticando danza classica e suonando il pianoforte. Nel 2012 ha recitato nell'opera teatrale Alice nel paese delle meraviglie, nel ruolo di Alice. Dal 2013 al 2015 ha recitato nell'opera teatrale La giara, nel ruolo di Carminella, e in seguito in L'importanza di chiamarsi Ernesto, nel ruolo di Cecily.
Nel 2020 ha interpretato la protagonista Marta nel film Sul più bello diretto da Alice Filippi e presentato alla 50ª edizione del Giffoni Film Festival. L'anno successivo, nel 2021, ha recitato nei sequel di quest'ultimo film Ancora più bello e in Sempre più bello, entrambi diretti da Claudio Norza. Nel frattempo frequenta il corso di laurea in Letteratura, musica e spettacolo a Roma.

## Filmografia

### Cinema
- Sul più bello, regia di Alice Filippi (2020)
- Ancora più bello, regia di Claudio Norza (2021)
- Sempre più bello, regia di Claudio Norza (2021)
- Una terapia di gruppo, regia di Paolo Costella (2024)

### Televisione
- La Storia, regia di Francesca Archibugi – serie TV (2024)
- Sul più bello - La serie – serie TV (2024)

## Teatro
- Alice nel paese delle meraviglie – Il musical (2012) – Alice
- La giara (2013-2015) – Carminella
- L'importanza di chiamarsi Ernesto (2016) – Cecily

## Spot pubblicitari
- Bauli croissant (2018)

## Premi e riconoscimenti
- 2020: Premio RB Casting menzione speciale Migliore attrice emergente, per il film Sul più bello di Alice Filippi, nell'ambito della Sezione Alice nella Città
- 2021: Premio Rivelazione dell'anno – RdC Awards, assegnato da Cinematografo
- 2021: Premio come Miglior attrice – Festival Primo Piano, Pianeta donna – MYmovie
- 2021: Premio Biraghi giovane talento – Nastri d'argento 75ª edizione